# Solanin Film Festiwal
Solanin Film Festiwal – ogólnopolski festiwal filmów niezależnych w Nowej Soli.
Solanin Film Festiwal łączy w sobie przegląd najlepszych filmów światowego kina oraz konkurs kina niezależnego i offowego, który jest skierowany do młodych i ambitnych twórców. Od 2012 roku festiwal o charakterze międzynarodowym.
4. Solanin Film Festiwal został wyróżniony nagrodą ALE SZTUKA! za najlepsze wydarzenie kulturalne woj. lubuskiego, przyznawaną przez dziennikarzy Gazeta Wyborcza, Radio Zachód i TVP Gorzów Wielkopolski. Oprócz Festiwalu nagrodę otrzymał zespół Très.b oraz piosenkarka Mela Koteluk.

## Laureaci Mocnego Solanina

### Wojciech Smarzowski
Podczas 4. edycji festiwalu przyznano po raz pierwszy Mocnego Solanina za bezkompromisowość w kinie. Laureatem nagrody w 2012 roku był reżyser Wojciech Smarzowski. „Nagroda przyznana za odwagę, konsekwencję i determinację przy tworzeniu autorskiego kina. Za to, że nie jest ono dla wszystkich. Ci, którzy go oglądają, nie pozostają obojętni, gdyż filmy zmuszają do refleksji  i długich, czasem kontrowersyjnych dyskusji. I za to, że każdy swój film traktuje tak, jakby był ostatni.”

### Ryszard Bugajski
Drugiego Mocnego Solanina za BEZKOMPROMISOWE KINO w 2013 roku otrzymał Ryszard Bugajski. „Mocny Solanin przyznany za odwagę, konsekwencję i determinację przy tworzeniu autorskiego kina. Za niepokorność, niełatwą prawdę i wiarę w człowieka w mrocznym świecie. Za to, że pomimo upływu czasu, ciągle pokazuje młodym twórców, jak się nie poddawać i nie rezygnować z własnych przekonań artystycznych na rzecz konformizmu.”

### Marek Koterski
Trzeciego Mocnego Solanina otrzymał Marek Koterski. „Twórca, który w swej kreacji i dążeniu do wypracowania własnego stylu, nie bacząc na liczne trudności, dokonał jednoznacznych wyborów artystycznych i osiągnął mistrzostwo formy. Organizatorzy podziękowali za odwagę artystyczną, awangardową narrację, łamanie schematów, ukazanie paradoksów rzeczywistości i „Polaków portret własny”. Za to, że zawsze jest mocny i bezkompromisowy!”

### Jan Jakub Kolski
Czwartego Mocnego Solanina otrzymał Jan Jakub Kolski „za wykreowanie niepowtarzalnego filmowego świata poddanego nieustannie analizowanej relacji dobra i zła, kondycji człowieka w dzisiejszym świecie, i wypełniania go galerią niepowtarzalnych postaci. Za baśniową poezję, za bezwzględny i nierealny realizm, za ciepło, za walkę mroku i światła, za delikatny humor, za wiarę w lepszy świat, za ukazanie bezkompromisowości i dziecięcej naiwności, za górską kaskaderkę filmową i za wytrwałość w budowaniu autorskiego kina i rzeźby fizycznej. Oby się nigdy nie poddawał i zawsze był MOCNY!”

### Jerzy Stuhr
Piątego Mocnego Solanina otrzymał Jerzy Stuhr „za kreowanie własnego kina, zabieraniu głosu w sprawach istotnych, zerkanie na filmowy świat z dystansem i humorem. Za szanowanie Słowa. Za każdą łzę wywołaną śmiechem i wzruszeniem. Za walkę o przyzwoitość, szlachetność i dobro zarówno na scenie, jak i w codziennym życiu. Za niesamowite kreacje aktorskie, które przynoszą zawsze lepszą pogodę na jutro. Za to, że nigdy nie zapomniał, co oznacza być Obywatelem. Za pierwsze i ostatnie skrzypce w filmowej operze, MOC ducha i ciała!”

## Laureaci 2017
Jury 9. Solanin Film Festiwal w składzie: reżyserka Anna Kazejak, aktorzy Filip Pławiak, Dawid Ogrodnik, Sebastian Stankiewicz oraz muzyk Ireneusz Wereński, przyznało następujące nagrody:
Grand Prix 9. Solanin Film Festiwal 2017 – „Komunia” reż. Anna Zamecka
Kino offowe:
- Najlepszy Dokument: „Więzi”, reż. Zofia Kowalewska
- Najlepsza Fabuła: „Ja i mój tata”, reż. Aleksander Pietrzak

Konkurs animacji:
- „Bed Side Story” reż. Michał Łubiński

Kino Niezależne – najlepszy film
- „Droga powrotna”, reż. Mateusz Żegliński

Wyróżnienia:
- „Droga Weterana – Pokonać Hańczę”, reż. Rafał Makolądra
- „Proch”, reż. Jakub Radej
- „Powrót”, reż. Damian Kocur

### Nominacje do Nagród Polskiego Kina Niezależnego im. Jana Machulskiego 2017
- Reżyseria: Anna Zamecka (Komunia)
- Scenariusz: Piotr Domalewski (Złe uczynki)
- Zdjęcia: Kacper Sędzielewski (Powrót)
- Montaż: Agnieszka Glińska, Anna Zamecka, Wojciech Janas (Komunia)
- Aktorka: Magdalena Czerwińska (Powrót)
- Aktor: Krzysztof Kowalewski (Ja i mój tata)
- Dokument: Zofia Kowalewska (Więzi)
- Animacja: Michał Łubiński (Bed Side Story)[7]

## Laureaci 2016
Jury 8. Solanin Film Festiwal w składzie: aktorka Gabriela Muskała, aktorzy Szymon Bobrowski i Łukasz Simlat, reżyser Kuba Czekaj i muzyk Michał Wiraszko, przyznało następujące nagrody:
- Grand Prix 8. SOLANIN FILM FESTIWAL – „Ciepło – zimno” w reżyserii Marty Prus.

Autorka jest absolwentką reżyserii w PWSFTviT. Jest też laureatką Nagrody Ministra Kultury i Dziedzictwa Narodowego za wybitne osiągnięcia w twórczości artystycznej i Nagrody Wiesława Nowickiego dla najlepiej rokującego młodego twórcy filmowego. Marta w ubiegłym roku również zdobyła Grand Prix Solanin Film Festiwal, za film „Mów do mnie”.
- Kino Offowe – Najlepszy Film Animowany – „Dokument” w reżyserii Marcina Podolca.
- Kino Offowe – Najlepszy Film Dokumentalny – „Koniec świata” w reżyserii Moniki Pawluczuk.
- Kino Offowe – Najlepszy Film Fabularny – „To czego chcę” w reżyserii Damiana Kocura.
- Kino niezależnego – Najlepszy Film – „Wojtek” w reżyserii Bartka Tryzny.

### Super Solanin 2016
Super Solanin dla grupy Sky Piastowskie i Grzegorza Lipca za 25 lat budowania polskiego kina niezależnego.

#### Nominacje do Nagród Polskiego Kina Niezależnego im. Jana Machulskiego 2016[9]
- kategorii „Najlepsza Reżyseria” – Marta Prus  – „Ciepło – zimno"
- w kategorii „Najlepszy Scenariusz” – Damian Kocur,  współpraca Waldamer Kazubek – „To, czego chcę"
- w kategorii „Najlepsze Zdjęcia” – Adam Suzin  – „Ciepło – zimno"
- w kategorii „Najlepszy Montaż” – Agnieszka Glińska, Marcin Latanik  – „Koniec świata"
- w kategorii „Najlepszy Aktorka” – Magdalena Berus  – „Ciepło – zimno"
- w kategorii „Najlepszy Aktor” – Ariel Makara  – „To czego chcę"
- w kategorii „Najlepszy Film Dokumentalny” – „Koniec świata” reż. Monika Pawluczuk
- w kategorii „Najlepszy Film Animowany” – „Dokument” reż. Marcin Podolec

## Laureaci 2015
Jury 7 Solanina w składzie: aktorka Anna Haba, muzyk Robert Brylewski, aktorzy Jerzy Rogalski i Philippe Tłokiński oraz krytyk filmowy Artur Zaborski, przyznało nagrody:
- Grand Prix – Mów do mnie w reż. Marty Prus
- Kino niezależne dokument: Szpila w reż. Ewy Golis
- Kino niezależne fabuła: Urodziny w reż. Michała Toczka
- Kino niezależne animacja: Pancerz w reż. Tomasza Boniewskiego
- Kino offowe dokument: Mów do mnie w reż. Marty Prus
- Kino offowe fabuła: Antek w reż. Sylwii Galon
- Kino offowe animacja: Dom w reż. Agnieszki Borowej

Wyróżnienia otrzymali:
- Kino niezależne dokument: Marsz w reż. Mateusza Żeglińskiego
- Kino niezależne fabuła: Tam gdzie świeci słońce w reż. Piotra Balickiego
- Kino niezależne animacja: Laboratorium w reż. Natalii Nguyen
- Kino offowe dokument: Niewidzialne w reż. Zofii Pręgowskiej
- Kino offowe fabuła: Hitler w operze w reż. Michała Grzybowskiego
- Kino offowe animacja: Trzej królowie w reż. Anny Błaszczyk

Wyróżnienia jurorskie otrzymali:
- od Anny Haby: LARP Kordiana Kądzieli;
- od Philippa Tłokińskiego: Matka Ziemia Piotra Złotorowicza;
- od Jerzego Rogalskiego: Albert Dawida Wawrzyniaka;
- od Roberta Brylewskiego: Po prostu jako człowiek Doroty Petrus i Bogdana Lęcznara

### Nominacje do Nagród Polskiego Kina Niezależnego im. Jana Machulskiego 2015
- w kategorii „Najlepsza Reżyseria”
  - Niewidzialne w reż. Zofii Pręgowskiej
- w kategorii „Najlepsze Zdjęcia”
  - Tam gdzie świeci słońce w reż. Piotra Balickiego
- w kategorii „Najlepszy Montaż”
  - Antek w reż. Sylwii Galon
- w kategorii „Najlepszy Aktor”
  - Staszek Cywka w filmie Antek w reż. Sylwii Galon
- w kategorii „Najlepszy Film Dokumentalny”
  - Mów do mnie w reż. Marty Prus
- w kategorii „Najlepszy Film Animowany”
  - Dom w reż. Agnieszki Borowej

## Laureaci 2014
Jury 6. Solanin Film Festiwal 2014 w składzie: aktorka Sandra Staniszewska, muzyk Olaf Deriglasoff oraz reżyserzy Rafael Lewandowski i Hubert Gotkowski przyznało nagrody:
- Grand Prix – Mocna kawa wcale nie jest taka zła w reż. Aleksandra Pietrzaka za perfekcyjne połączenie scenariusza, reżyserii i tematu.
- Kino lubuskie: 12. metrów 45. centymetrów w reż. Aleksandra Prugara za postawienie pytania „kto komu buduje pomnik?”
- Kino animowane: Pająk i muchy w reż. Tessy Moult-Milewskiej za technikę i spójność estetyczną filmu.
- Kino niezależne fabuła: Tomasz i Maria w reż. Kamila Blińskiego w nadziei na dalszy rozwój artystyczny reżysera.
- Kino niezależne dokument: jury zdecydowało się nie przyznać nagrody
- Kino profesjonalne dokument:
- Wyróżnienie dla filmu Joanna w reż. Anety Kopacz za niesamowite przeżycia emocjonalne.
- Najlepszy dokument ex aequo :
- Nasza klątwa w reż. Tomasza Śliwińskiego za hojność, bezinteresowność, nadzieję, które są przejmującym promieniem światła.
- Dziennik z podróży w reż. Piotra Stasika za hojność, bezinteresowność, nadzieję, które są przejmującym promieniem światła.
- Kino profesjonalne fabuła: Psubrat w reż. Marii Zbąskiej za unikalne i pełne wrażliwości spojrzenie na banalną rzeczywistość.

### Nominacje do Nagrody Polskiego Kina Niezależnego im. Jana Machulskiego 2014
- Najlepsza Reżyseria – „Mocna kawa wcale nie jest taka zła” reż. Aleksander Pietrzak
- Najlepszy scenariusz dla Kazimierza i Marii Zbąskich za film Psubrat” reż. Maria Zbąska
- Najlepsze zdjęcia – dla Tomasza Wolskiego i Piotra Stasika za „Dziennik z podróży” reż. Piotr Stasik
- Najlepszy montaż – dla Mateusza Rybki za film „Mocna kawa wcale nie jest taka zła” reż. Aleksander Pietrzak
- Najlepsza aktorka – Agnieszka Krukówna w filmie „Psubrat” reż. Maria Zbąska
- Najlepszy aktor – Rafał Fudalej w filmie „Żar” reż. Bartosz Kruhlik
- Najlepszy dokument – „Dziennik z podróży” reż. Piotr Stasik
- Najlepszy film animowany – „Pochleba” reż. Barbara Mydlak[12]

## Laureaci 2013
Werdykt Jury Konkursów Głównych w składzie: Anna Wieczur-Bluszcz, Jacek Braciak, Jacek Bławut, Piotr „Glaca” Mohamed oraz Adam Woronowicz
GRAND PRIX 5. Solanina
- Dla filmu Franek Bartka Tryzny za prostotę, historię o wąsach i delikatność

Kategoria Kino Niezależne
- Nagroda specjalna dla filmu Bobry Huberta Gotkowskiego za punkrocka, absurd i kontrowersje
- Wyróżnienie dla filmu Leon i Barbara Marcina Mikulskiego za ciepło, dowcip i miłość

Kategoria Kino Nowej Formy
- Nagroda główna dla filmu A gdyby Kamila Wójcika za moc ostrze i humor
- Wyróżnienia dla filmu Dobro, piękno i prawda Balbiny Bruszewskiej za dobro, piękno i prawdę
- Wyróżnienia dla filmu Snępowina Marty Pajek za flow, klęskę, życie

Konkurs Kina Profesjonalnego
- Wyróżnienie dla filmu Potwór Piotra Ryczki za niepokój, klimat i tajemnicę
- Wyróżnienia dla filmu Idziemy na wojnę Krzysztofa Kasiora za temat, Schuchardta i Forda Capri
- Specjalne wyróżnienie od Anny Wieczur-Bluszcz dla filmu Echo Marcina Filipowicza

Werdykt Jury Konkursów Transgranicznych w składzie: Agata Źrałko (Przewodnicząca Jury), Aleksandra Staszel, Jacek Michalewicz oraz Artur Steciąg:
Konkurs Kina Lubuskiego
- Nagroda główna dla filmu Pani Weronika i jej chłopcy Artura Pilarczyka za wzruszenie i panią Weronikę

Konkurs Kina Saksońskiego
- Nagroda główna dla filmu Ostatnia granica Daniela Butterwortha za ciepło, humor i niespodziankę
- Wyróżnienie dla filmu Z ojca na syna Nilsa Knoblicha za prostotę, koncept i szczery uśmiech

Konkurs Kina Polsko-Saksońskiego
- Nagroda główna dla filmu Jeden strzał Dietricha Brüggemanna za pomysł, formę i offowego pazura
- Wyróżnienie dla filmu Rozgrywka Elke Weber-Moor za multi, za kulti i dziewczyny z piłką

### Nominacje do Nagrody Polskiego Kina Niezależnego im. Jana Machulskiego 2013
- Najlepszy Aktor: Tomasz Schuchardt – Idziemy na wojnę reż. Krzysztof Kasior
- Najlepsza Aktorka: Ewa Szykulska – Ludzie normalni reż. Piotr Złotorowicz
- Najlepszy Reżyser: Bartek Tryzna – Franek reż. Bartek Tryzna
- Najlepszy Montaż: Mathias Mezler – De Facto reż. Mathias Mezler
- Najlepszy Scenariusz: Marcin Mikulski – Leon i Barbara reż. Marcin Mikulski
- Najlepsze Zdjęcia: Nicolás Villegas Hernández – Potwór reż. Piotr Ryczko
- Najlepsza Animacja: Dobro piękno prawda reż. Balbina Bruszewska
- Jury nie przyznało nominacji za Najlepszy Dokument[14].

## Laureaci 2012
Werdykt Jury w  składzie: Joanna Kulig, Marian Dziędziel, Dorota Dąbrowska oraz Tymon Tymański
| Kategoria                           | Film                  | Reżyseria               |
| ----------------------------------- | --------------------- | ----------------------- |
| GRAND PRIX                          | Mój dom               | Magdalena Szymków       |
| Najlepszy film Kina Profesjonalnego | Mój dom               | Magdalena Szymków       |
| Najlepszy film Kina Niezależnego    | Człowiek z reklamówką | Jakub Polakowski        |
| Najlepszy film Kina Niezależnego    | Taki typ ptactwa      | Małgorzata Goliszewska  |
| Najlepszy film Kina Lubuskiego      | 12 i 1/2              | Olga Kałagate           |
| Wyróżnienie w Kinie Profesjonalnym  | Bebok                 | Edyta Sewruk            |
| Wyróżnienie w Kinie Profesjonalnym  | Sowa                  | Marta Karwowska         |
| Wyróżnienie w Kinie Niezależnym     | Dzieciak              | Bartek Tryzna           |
| Wyróżnienie w Kinie Niezależnym     | Nocna wizyta          | Piotr Chrzan            |
| Wyróżnienie w Kinie Nowej Formy     | Polovanie             | Zuzanna Dąbrowska       |
| Wyróżnienie w Kinie Nowej Formy     | Zgrzyt                | Michał Mróz             |
| Wyróżnienie w Kinie Nowej Formy     | Konstruktor           | Tessa Moult-Milewska    |
| Wyróżnienie w Kinie Lubuskiego      | Kiniarz               | Julia Olszewska- Kubiak |
| Wyróżnienie w Kinie Lubuskiego      | Wszystko w porządku   | Filip Lisowski          |

## Laureaci 2011
Werdykt Jury w  składzie: Natalia Rybicka, Przemysław Bluszcz, Eryk Lubos oraz Paweł Sala
| Kategoria              | Film                | Reżyseria        |
| ---------------------- | ------------------- | ---------------- |
| GRAND PRIX             | Getto Gospel        | Jakub Radej      |
| Najlepszy film lubuski | Sztuka narzekania   | Karolina Łuczak  |
| Najlepsza fabuła       | Kamień              | Wojciech Antosik |
| Najlepszy dokument     | Ułan                | Jakub Radej      |
| Inna forma             | Rosa Alba           | Beniamin Szwed   |
| Nagroda Publiczności   | Sztuka narzekania   | Jakub Radej      |
| Nagroda Specjalna Jury | Pokój               | Marek Kurzok     |
| Wyróżnienie            | Krwawy księżyc      | Błażej Kujawa    |
| Wyróżnienie            | Takie życie         | Daniel Zieliński |
| Wyróżnienie            | Zenek               | Jędrzej Napiecek |
| Wyróżnienie            | Droga mistrza       | Kamil Krukowski  |
| Wyróżnienie            | Każdy ma swoje kino | Piotr Rzepka     |

## Laureaci 2010
Werdykt jury w  składzie: Magdalena Różczka, Janusz Chabior, Arkadiusz Jakubik oraz Bodo Kox
| Kategoria                     | Film                                  | Reżyseria        |
| ----------------------------- | ------------------------------------- | ---------------- |
| GRAND PRIX                    | 8 historii, które nie zmieniły świata | Ivo Krankowski   |
| Najlepszy film lubuski        | http:/                                | Bartosz Kruhlik  |
| Najlepsza fabuła              | Nędza                                 | Filip Rudnicki   |
| Najlepszy dokument            | Szczęściarze                          | Tomasz Wolski    |
| Inna forma                    | Potwierdzenie                         | Arczci           |
| Nagroda Publiczności          | Nędza                                 | Filip Rudnicki   |
| Wyróżnienie Jury              | Do dna                                | Maciej Głowiński |
| Wyróżnienie Magdaleny Różczki | Edwin Z.                              | Filip Lisowski   |

## Laureaci 2009
Werdykt jury w  składzie: Krzysztof Kiersznowski (Przewodniczący Jury), Bartłomiej Topa, Grzegorz Lipiec
| Kategoria                      | Film                        | Reżyseria                           |
| ------------------------------ | --------------------------- | ----------------------------------- |
| GRAND PRIX                     | Mama, Tata, Bóg i Szatan    | reż. Paweł Jóźwiak-Rodan            |
| Najlepszy film fabularny       | Dla Ciebie i Ognia          | reż. Mateusz Jemioł i Tomasz Zasada |
| Najlepszy film dokumentalny    | 7109 km                     | reż. Marcin Filipowicz              |
| Najlepszy film eksperymentalny | Oddychanie                  | reż. Piotr Komsta                   |
| Wyróżnienie                    | Skarby Ani K                | reż. Małgorzata Gryniewicz          |
| Wyróżnienie                    | El Fin Justifica Los Medios | reż. Paweł Płonka                   |
| Nagroda Publiczności           | El Fin Justifica Los Medios | reż. Paweł Płonka                   |